# ميخائيل غريغوريفتش بوبوف
ميخائيل غريغوريفتش بوبوف (1893-1955) (بالإنجليزية: Mikhail Grigorevich Popov)‏ هو عالم نبات روسي.